# Praia de Barra do Jacuípe

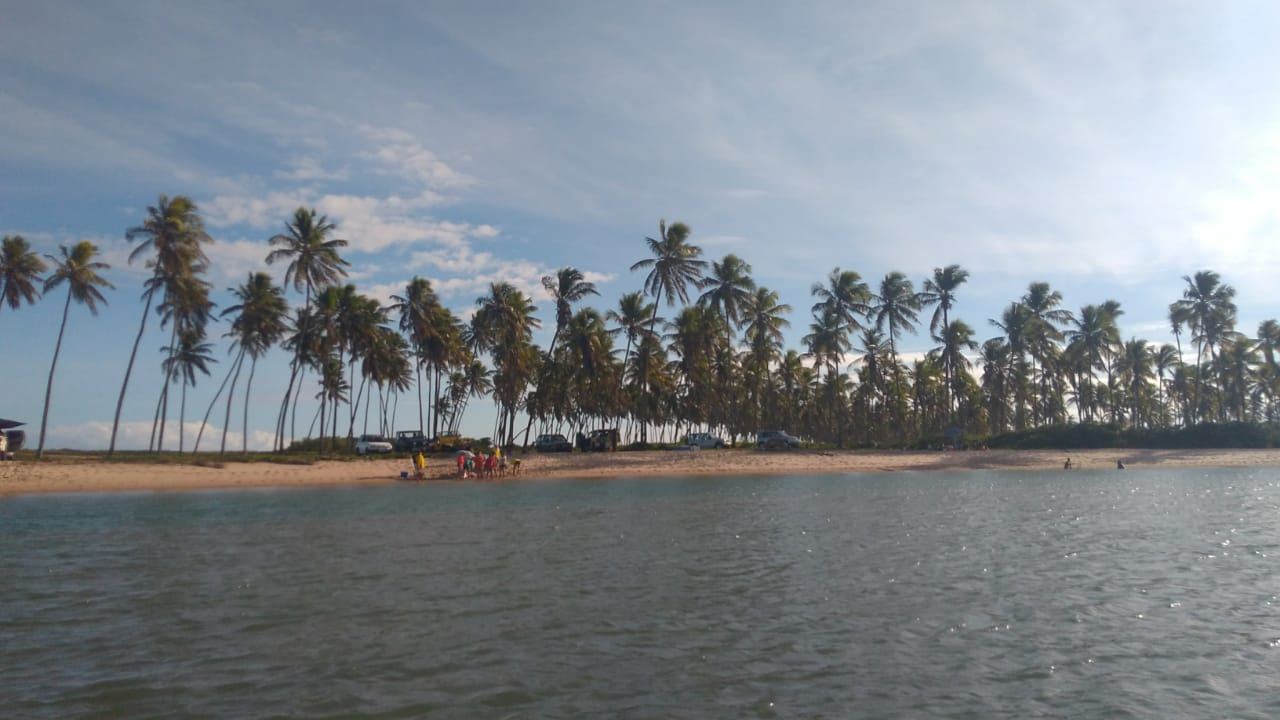
Vista da praia de Barra do Jacuípe, localizada em Camaçari, Bahia.

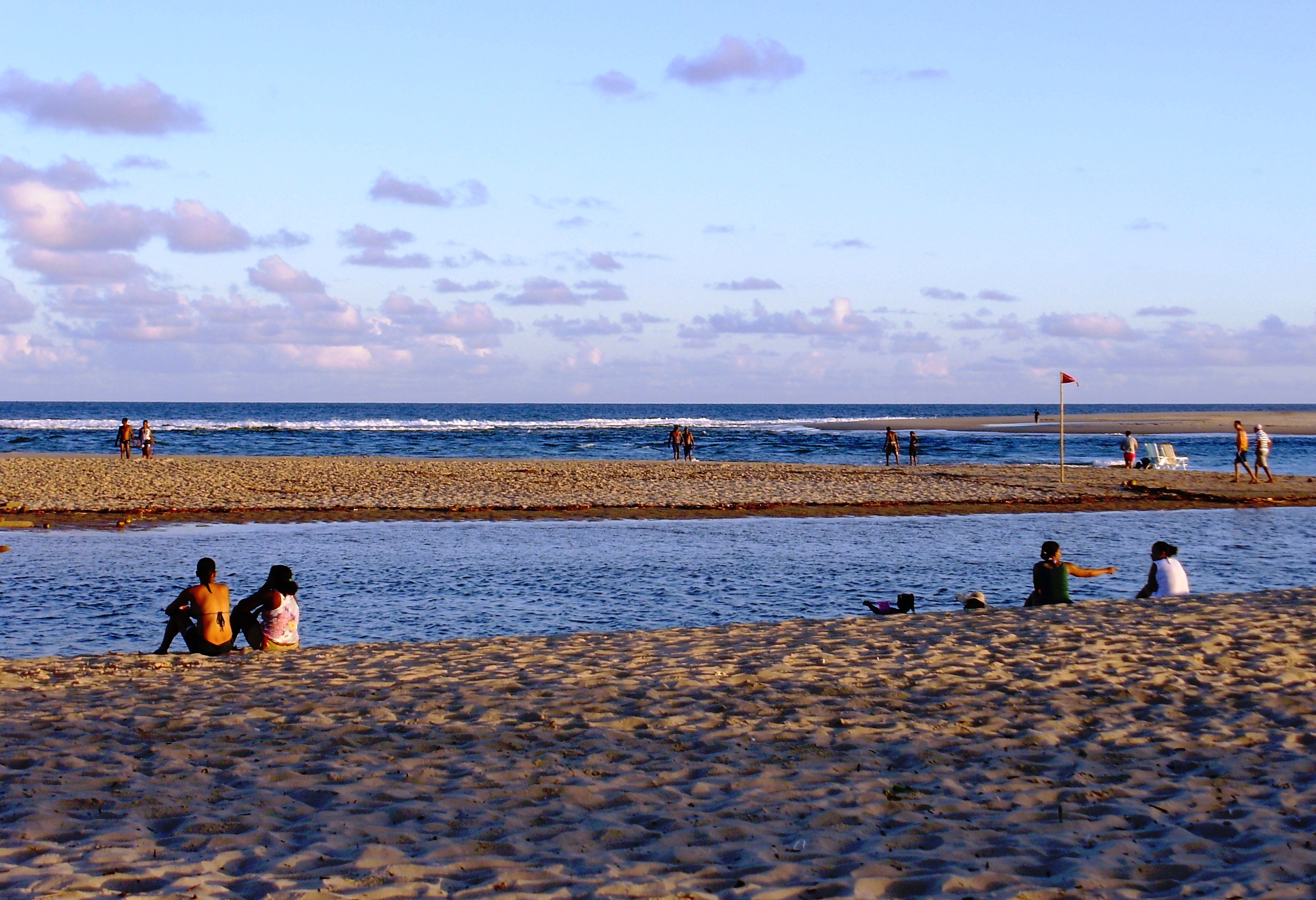
O Rio Jacuípe em seu fim, desaguando na praia

Barra do Jacuípe é uma praia localizada na costa do município de Camaçari, na Bahia, distante 33 quilômetros da capital Salvador. A região possui vários parques e condomínios e possui um baixo índice de criminalidade, sendo altamente visitada. Foi descoberta ainda na década de 1970 por turistas, quando ainda era uma vila de pescadores.
A praia é formada pelo encontro do rio com o mar, o que a torna uma das mais belas paisagens naturais que se pode encontrar na costa baiana.
Durante os meses de verão, por toda sua extensão até Guarajuba, é possível ver a desova de tartarugas do projeto Tamar.